# Катя Татер
Катя Татер (германско произношение: ˈkatja ˈtaːtɐ) е професионална покер играчка, лице на PokerStars.

## Биография
Тя е родена в Хамбург, Германия през 1966 г.
Става популярна, когато участва на Откритото първенство по покер за жени и Националната купа по покер.
Преди да започне да се занимава професионално с покер, тя е директор на маркетингова компания, но влечението към играта я откъсва от скучната професия, както самата тя заявява.
През юли 2010 г. нейният банкрол е $350 000 от турнири на живо и над $125 000 от онлайн покер.